# MXS-R
Die MXS-R ist ein einsitziges Kunstflugzeug des australischen Herstellers MX Aircraft Co. MX hat drei Entwicklungen eines ursprünglich von der Firma in Lizenz verkauften Flugzeugentwurfs mit den Namen MX, MX2 und MXS vermarktet.

## Konstruktion
MX-Flugzeuge sind kleine, kolbenmotorgetriebene Tiefdecker, die hauptsächlich aus kohlenstofffaserverstärktem Kunststoff (KFK) bestehen und entweder als Bausätze oder als komplettes Flugzeug verfügbar sind.

## Versionen

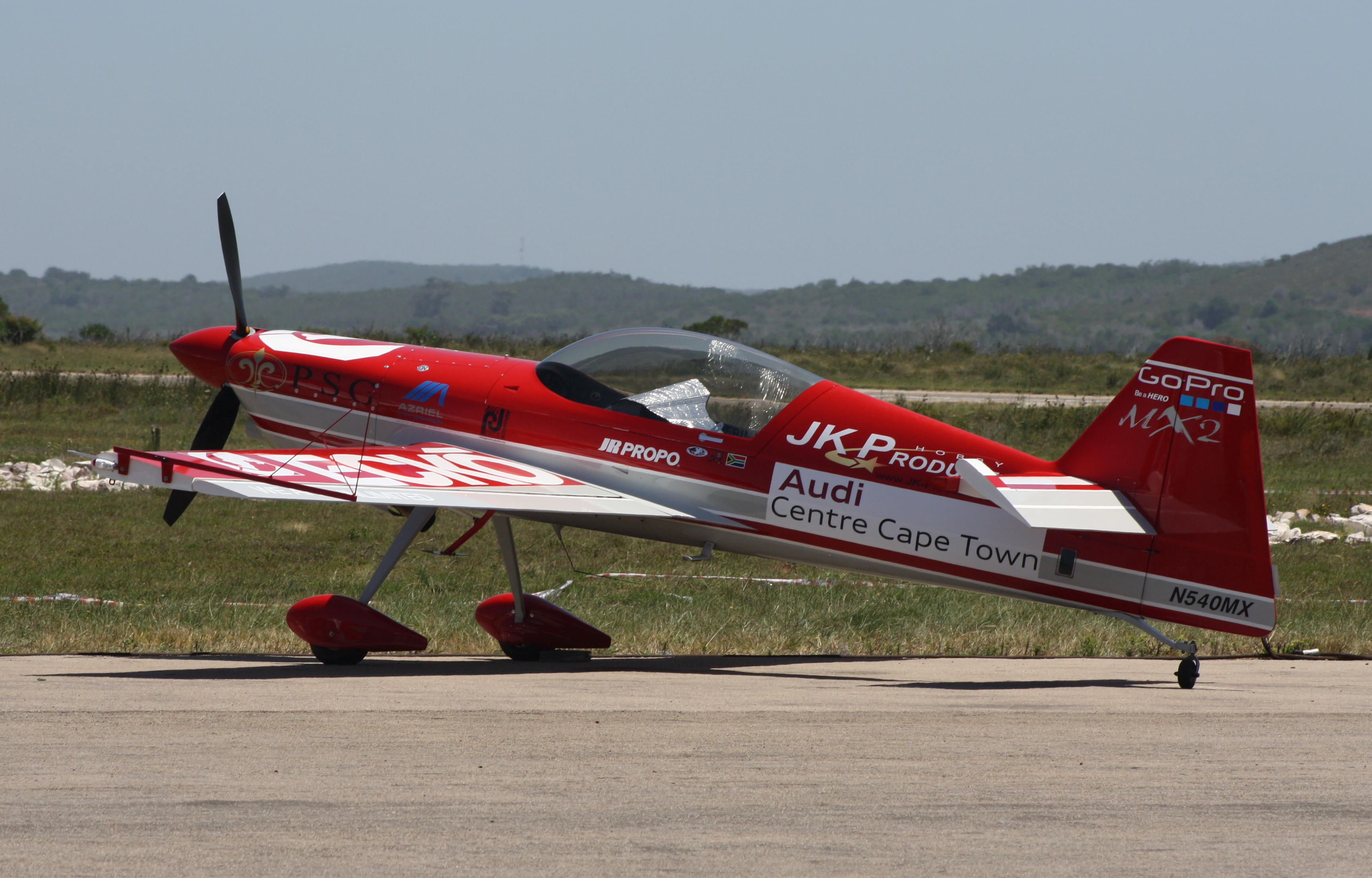
Zweisitzige Version MX2

Die MXS ist ein einsitziges Kunstflugzeug. Die MXS-R ist eine Rennvariante, die von mehreren Piloten in der Red Bull Air Race Weltmeisterschaft geflogen wird. Die zweisitzige Version heißt MX2. Sie wurde 2010 Vize-Kunstflug-Weltmeister.

## Modifizierungen

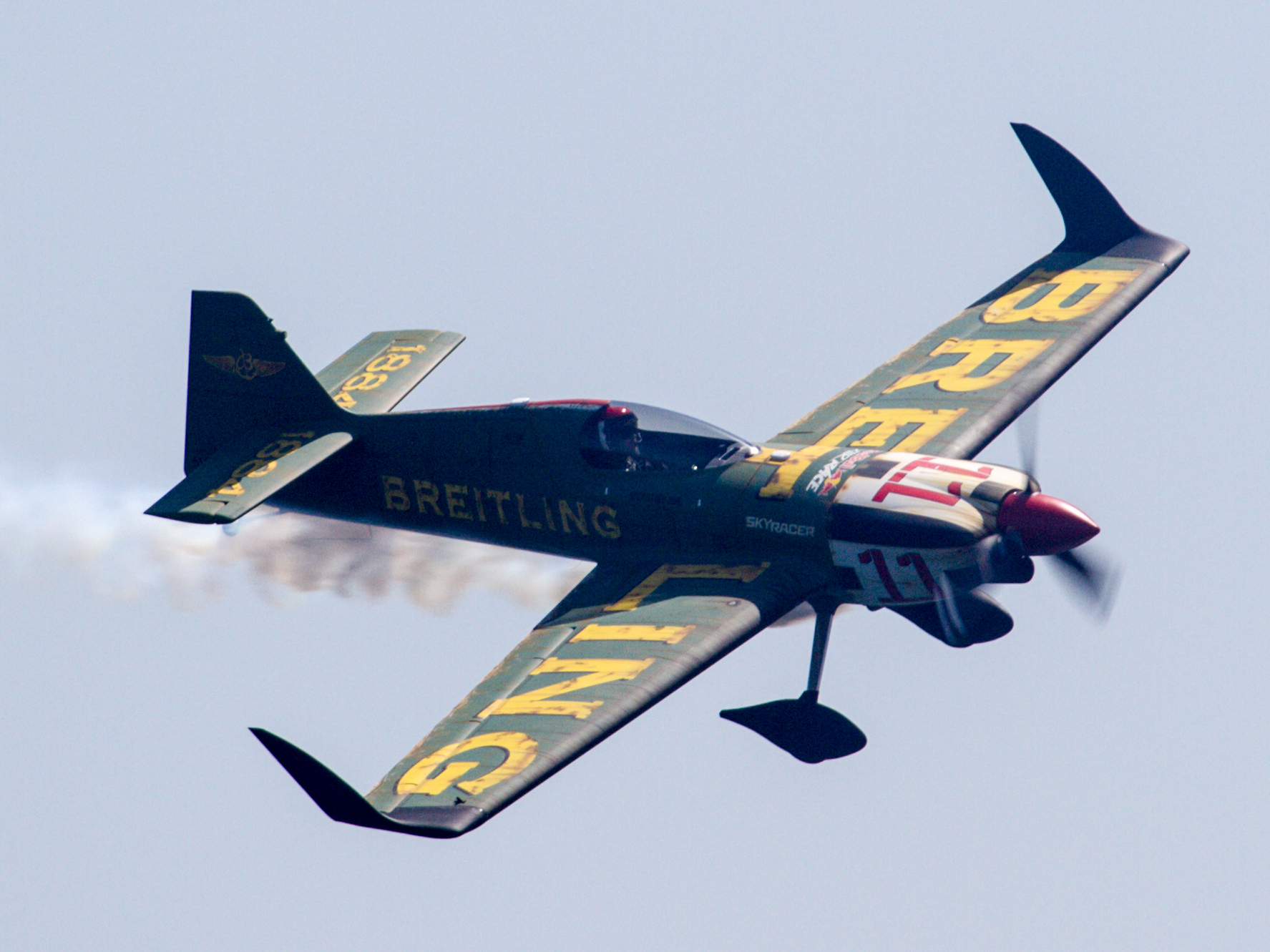
Die MXS-R mit Winglets des Teams Breitling beim Red Bull Air Race 2017 in Chiba

Bei Meisterschaften versehen einige Teams die Flügel mit Spitzen oder Winglets, um einen Vorteil gegenüber der Konkurrenz zu erreichen. Winglets reduzieren den induzierten Widerstand bei hohen Auftriebswerten und machen das Flugzeug demnach schneller. Das funktioniert, indem die Luftströmung geglättet wird. Zudem werden die Stabilität um die Hochachse und die Wendigkeit um die Längsachse verbessert. Dies wurde erstmals 2014 von Nigel Lamb genutzt. In der Saison 2015 verwendeten bei der Red Bull Air Race Weltmeisterschaft bereits viele Teams diese Technik. Auch Matt Hall verwendet dies an seiner MXS-R.

## Technische Daten
| Kenngröße             | Daten                                           |
| --------------------- | ----------------------------------------------- |
| Besatzung             | 1 Pilot                                         |
| Länge                 | 6,50 m                                          |
| Spannweite            | 8 m                                             |
| Höhe                  | 1,82 m                                          |
| Flügelfläche          | 9,47 m²                                         |
| Flügelstreckung       | 6,8                                             |
| max. Lastvielfache    | ± 14g                                           |
| Rollrate              | 420°/s                                          |
| Steigrate             | 3700 ft/min                                     |
| Leermasse             | 560 kg                                          |
| max. Startmasse       | 834 kg                                          |
| Reisegeschwindigkeit  | 333 km/h (180 kn)                               |
| Höchstgeschwindigkeit | 425,97 km/h (230 kn)                            |
| Triebwerke            | Lycoming AE10 540 EXP / 6-Zylinder (250–380 PS) |